# Seleuco II Calinico
Seleuco II de la dinastía Seléucida, llamado Calinico (Καλλινικoς), que literalmente quiere decir "el que alcanza una bella victoria", fue llamado también Pogon, el Barbudo. Fue rey desde el 247 a. C. hasta el 226 a. C. Era hijo de Antíoco II Teos. 
Mantuvo una guerra que perdió contra el rey de Egipto Ptolomeo III. Para entender bien esta guerra es necesario conocer algunos hechos acaecidos en época de Antíoco Teos, padre de Seleuco:
Ptolomeo III tenía una hermana llamada Berenice Sira que se había casado con el rey seléucida Antíoco II Teos, aportando una sustanciosa dote. Antíoco estaba casado en primeras nupcias con una mujer llamada Laódice, y tenía dos hijos con ella, el mayor llamado Seleuco. Laódice fue repudiada y relegada a un segundo lugar, cosa que engendró en ella un gran odio y deseos de venganza. Algún tiempo después, Antíoco II mandó llamar de nuevo a su corte a su primera esposa que aprovechó la ocasión para envenenarle. A continuación hizo matar a Berenice, a su hijo (que era el pretendiente al trono) y a todos los miembros egipcios de la corte que habían llegado en el séquito de la reina y libre ya de enemigos, proclamó a su hijo como rey y con su ayuda. Así los hechos, Ptolomeo III organizó un ejército para acudir a Siria y combatir contra el nuevo rey seléucida Seleuco Calinico y contra su madre, para vengar de esa manera el asesinato de su hermana y su sobrino. Conquistó Siria y llegó hasta Babilonia y hubiera conquistado mucho más si no se hubiera tenido que volver a Egipto para sofocar una sedición. Antes de emprender el regreso saqueó el reino de Seleuco llevándose 40.000 talentos de plata y 2500 imágenes de los dioses, muchas de ellas pertenecientes a Egipto, que habían sido robadas en otra ocasión. 
Seleuco Calinico se casó con su prima Laódice II y tuvo dos hijos: Seleuco y Antíoco. Ambos llegaron a reinar, primero uno y después otro. El primero tuvo un reinado corto y murió envenenado por sus propios generales. Antíoco reinó con el nombre de Antíoco III Megas (el Grande).